# 하나이면서 셋인 의자

하나이면서 셋인 의자

《하나이면서 셋인 의자》(One and Three Chairs, '하나 그리고 세 개의 의자', '하나이자 셋인 의자')는 1965년 조셉 코수스가 만든 작품이다. 의자 하나, 의자 사진 하나, 그리고 사전에서 말하는 '의자'라는 단어의 정의로 구성된 작품으로, 개념 미술의 대표적인 사례로 손꼽힌다. 의자 사진은 전시실에 설치된 모습의 실제 의자를 찍은 것이므로, 전시 공간에 따라 작품도 매번 바뀐다. 현재는 미국 뉴욕의 현대 미술관에 전시되어 있다.

## 상세

### 개념 미술
개념 미술이란 1960년대 들어서 기존의 예술지향 경향을 벗어나 그에 도전하고, 오브제 자체까지도 모조리 제거하고자 했던 흐름이다. 개념 미술가들은 기존의 예술계가 '이것이 예술이다'라고 분명한 기준을 내린 것에 반발하여, "예술은 무엇인가"라는 가장 근본적인 질문을 던지는 것에 작업의 출발점을 찾았다. 또한 작품의 생산보다는 작품을 기획하는 과정을 중요시하고, 그것에 모든 노력을 쏟도록 했다. 캔버스에 그림을 그려나가며 '완성'하기보다, 자기가 만들 작품의 개념을 먼저 잡고 기획하여 '완성'한 뒤, 작품을 본 관객들이 새로운 관점에서 다시 생각하게끔 의도하는 식이라는 것이다.
개념 미술은 기록 문서, 스케치, 아티스트 북, 사진, 퍼포먼스 등의 다양한 표현 방식으로 도출되었고, 단어나 문장의 형태로 표현되기도 했다. 조지프 코수스의 <하나이면서 셋인 의자> 역시 문장이라는 표현 방식을 채택하여 언어를 메시지 전달 도구로 활용하였다. 한편으로는 작품 제작, 접근 방법, 재료에 있어 마르셀 뒤샹의 <레디메이드>에서도 영감을 받은 것으로 알려져 있다.

### 작품 구성
<하나이면서 셋인 의자>는 의자의 세 가지 형태가 나열되어 있다. 그 세 개의 의자는 바로 평범한 접이식 나무 의자, 그 의자를 찍은 사진, 그리고  'chair'의 정의를 확대해놓은 글귀이다. 작품은 이 세 모습을 통해 관객에게 '의자'의 물리적, 상징적, 언어적 의미를 전달하고자 한다.
- 의자 사진 : 상징적 의자. 의자가 전시실에 놓여 있는 모습을 그대로 촬영한 흑백 사진. 실제와 실제를 모방한 것의 상관 관계에 대해서 질문을 던진다. 작품 속 진짜 의자를 촬영한 것이기 때문에 새로운 장소에 작품이 설치될 때마다 매번 위치를 바꿀 수 있다.[6]
- 의자의 정의 : 'chair'라는 단어에 대한 사전의 정의를 그대로 확대해 붙여 놓은 것. 여기서는 언어로서의 의자를 제시하고 있다. 이 사전적 정의만을 읽는다면 관람객은 의자에 대한 개인적인 기억만을 떠올리게 되지만, 나머지 다른 두 의자를 번갈아 보면 그들의 이미지를 연상하고 연관짓게 된다. 이 같은 비교로 관람객은 언어의 영향을 직접적으로 받게 된다.[6]
- 실제 의자 : 접이식 나무 의자. 이미 만들어진 평범한 의자로, 전시실에 마련된 편의용 의자와 다를 바가 없다. 하지만 이 작품의 구성원으로 전시되면서, 이 의자는 일반적인 기능에서 벗어나 새로운 의미를 지닌 예술품이 되었다.[6] 한편 코수스의 의도대로라면 의자의 외형이 어떠한가는 중요치 않다. 실제로 전시 장소가 바뀔 때마다 다른 의자를 놓고 사진을 찍었다

<하나이면서 셋인 의자>는 세 가지의 의자를 통해 '의자는 무엇인가'라는 질문과 함께 '그렇다면 이 모습을 어떻게 인식할 것인가'라는 질문을 던진다. 코서스는 특정 대상을 거론할 때, 그 대상과 대상을 설명하는 것이 어떻게 연관성을 가지는지, 이 중에서 과연 어떤 형태가 그 대상을 가장 잘 설명할 수 있을지에 대해 질문을 던지고 있다. 그리고 작품을 통해서 "예술과 문화는 미(美)와 양식이 아니라, 언어와 의미의 집합체"라는 이야기를 제시하고 있다.
1970년, 뉴욕 현대 미술관에서 코수스의 기획으로 개념 미술 전시회인 <정보>가 개최되었다. 이 전시의 취지는 '예술은 미학적 산물이라기보다는 정보와 아이디어의 산물이 될 수 있다'는 것으로, 코수스는 <하나뿐이면서 셋인 의자>를 전시회에 기증했다. 이 때부터 이 작품은 뉴욕 현대 미술관의 소장품이 되어 상설 전시되고 있다.

## 작가의 말
1970년 4월 7일 WBAI 방송에서 조지프 코수스가 한 말.
나는 주변에 흔한 실용적인 물체 (예컨대 의자)를 이용하여, 그 왼편에는 그것을 실제 크기로 찍은 사진을, 그 오른편에는 사전에서 찾아낸 그 물체의 정의를 복사해 두었다. 당신이 그 물체를 바라볼 때 보는 전체 모습은 사진 속에서 보는 모습과 똑같기 때문에, 이 작품은 매번 새롭게 설치해 전시할 때마다 사진을 새로 찍을 수밖에 없다. 나는 작품 자체와 당신이 단순히 바라보는 것은 다르다는 점이 마음에 든다. 물체와 사진이 위치를 바꿔 가면서 그대로 똑같은 작품으로 남게 되는 것은 그야말로 흥미롭다. 이는 당신이 예술작품을 두고 작품의 '아이디어'를 이해할 수 있다는 의미인 동시에, 그것의 형식적 요소는 중요치 않다는 의미이기도 하다.
작품 자기의 판단좀 해주세요

## 참고 문헌
- 데브라 J.드위트 외. 《게이트웨이 미술사》 (2016). 조주연·남선우·성지은·김영범 옮김. 이봄. 441-442p.
- 스티븐 파딩 외. 《This is Art》 (2011). 하지은·이사빈·이승빈 옮김. 마로니에북스. 500-503p.